# Arturo Benavides
José Arturo Benavides Chapa (26 de enero de 1936, Pesquería, a 25 de febrero de 1997, Ciudad de México) fue un actor mexicano. Entre sus obras notables fue Chucho el Roto (1968), La vida de Chucho el Roto (1970), y El inolvidable Chucho el Roto (1971) – todas acerca el legendario bandido. Murió de un fallo renal.

## Filmografía

### Películas
- Un hombre llamado el diablo (1983)